# Saint-Ouen-le-Pin
Saint-Ouen-le-Pin ist eine französische Gemeinde mit 256 Einwohnern (Stand 1. Januar 2022) im Département Calvados in der Region Normandie. Sie gehört zum Kanton Mézidon Vallée d’Auge und zum Arrondissement Lisieux.
Sie grenzt im Nordwesten an Montreuil-en-Auge, im Nordosten an Manerbe, im Südosten an Le Pré-d’Auge und im Südwesten an Cambremer.

## Geschichte
Der aus dem südfranzösischen Nîmes stammende nationale Politiker François Guizot machte Saint-Ouen-le-Pin zu seiner Wahlheimat und kaufte das Anwesen Le Val-Richer. Er erhielt als Hugenotte 1851 einen Teil des Friedhofs zur Nutzung für protestantische Begräbnisse. Guizot stiftete dem Bürgermeister Letavernier das Geld zum Bau einer Schule. Im Januar 1852 begann der Lehrer Tabourel mit dem Unterricht. Erste Schüler waren bis Juni des Jahres 25 Knaben und 11 Mädchen. Nach dem Sommerferien kamen etwa zehn weitere Kinder hinzu. 1867 heiratete der Lehrer die Lehrerin aus dem Nachbardorf, eine gewisse Mademoiselle Rumesnil. Die ganze Familie Guizot war bei der Hochzeit anwesend.

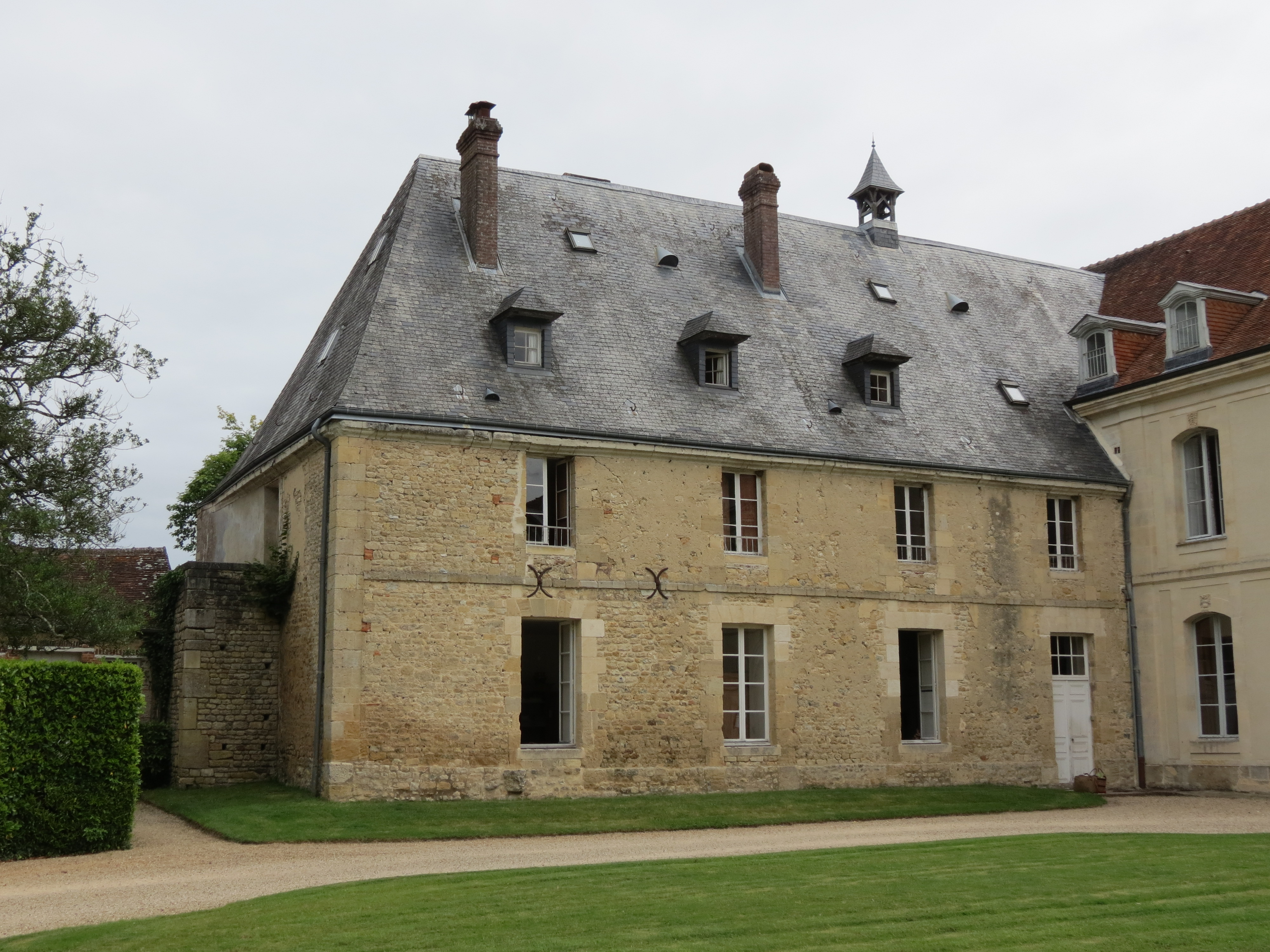
Abtei Notre-Dame du Val-Richer

## Bevölkerungsentwicklung
| Jahr      | 1962 | 1968 | 1975 | 1982 | 1990 | 1999 | 2006 | 2015 |
| --------- | ---- | ---- | ---- | ---- | ---- | ---- | ---- | ---- |
| Einwohner | 196  | 201  | 211  | 226  | 276  | 267  | 304  | 264  |

## Sehenswürdigkeiten
- Kriegsdenkmal
- Ehemalige Abtei Notre-Dame du Val-Richer, Monument historique